# Dr. Bong
Pour plus de détails, voir Fiche technique et Distribution.
Dr. Bong (닥터 봉) est un film sud-coréen réalisé par Lee Kwang-hoon, sorti en 1995.

## Synopsis
Le dentiste Bong Jun-soo a perdu sa femme il y a des années et vit seul avec Hoon, son fils de 8 ans. Il enchaine les conquêtes, mais s'est promis de ne jamais aimer à nouveau. Une voisine vieille fille, Yojin, se dispute avec lui à cause d'un petit accident dans le parking de la résidence. Celle-ci se lie d'amitié avec Hoon.

## Fiche technique
- Titre : Dr. Bong
- Titre original : 닥터 봉
- Réalisation : Lee Kwang-hoon
- Scénario : Yuk Jeong-won et Lee Kwang-hoon
- Photographie : Kim Hyung-goo
- Montage : Kim Hyeon
- Production : Hwang Gi-seong
- Société de production : Daewoo Entertainment
- Pays :  Corée du Sud
- Genre : Comédie romantique
- Durée : 92 minutes
- Dates de sortie : 
  -  Corée du Sud : 29 avril 1995

## Distribution
- Han Suk-kyu : Bong Jun-soo
- Kim Hye-su : Hwang Yeo-jin
- Jeong Choi : Bong Hoon
- Yu Oh-seong : Ondal
- Sa Hyeon-jin : la chanteuse
- Kim Seon-hwa : Ho-jeong
- Inari : Kang Ji-na
- Ryu Tae-ho : Tae-ho

## Distinctions
Le film a été nommé pour trois Blue Dragon Film Awards et a reçu celui de la meilleure actrice pour Kim Hye-su.